# Karri Hietamäki
Karri Aleksi Hietamäki (* 20. September 1969 in Isokyrö) ist ein ehemaliger finnischer Skilangläufer.

## Werdegang
Hietamäki hatte seinen ersten internationalen Erfolg bei den Nordischen Junioren-Skiweltmeisterschaften 1989 in Vang. Dort gewann er die Bronzemedaille über 10 km. Sein erstes von insgesamt 74 Weltcupeinzelrennen lief er im März 1990 in Lahti, das er auf dem 67. Platz in der Doppelverfolgung beendete. Im Dezember 1992 holte er in Ramsau am Dachstein mit dem 20. Platz über 10 km Freistil und den zehnten Rang in der anschließenden Verfolgung seine ersten Weltcuppunkte. Der zehnte Platz war seine beste Einzelplatzierung im Weltcup und wiederholte diese Platzierung im Januar 1999 in Nové Město über 15 km klassisch. Bei den Olympischen Winterspielen 1994 in Lillehammer errang er den 40. Platz über 50 km klassisch. Anfang März 1994 wurde er beim Weltcup in Lahti Dritter mit der Staffel. In der Saison 1994/95 kam er fünfmal in die Punkteränge und erreichte mit dem 35. Platz im Gesamtweltcup seine beste Gesamtplatzierung. Zudem siegte er in Nové Město und in Oslo jeweils mit der Staffel, im Continental-Cup in Ilomantsi über 10 km klassisch und beim Finlandia-hiihto über 50 km klassisch. Beim Saisonhöhepunkt, den Weltmeisterschaften 1995 in Thunder Bay, gewann er die Silbermedaille mit der Staffel. Zudem errang er dort den 14. Platz über 30 km klassisch. Im Dezember 1995 lief er beim Weltcup in Davos mit der Staffel auf den ersten Platz. Bei den Weltmeisterschaften 1997 in Trondheim und bei den Weltmeisterschaften 1999 in Ramsau am Dachstein startete er jeweils über 50 km klassisch, aber beendete beide Rennen vorzeitig. Bei den Olympischen Winterspielen 2002 in Salt Lake City kam er auf den 43. Platz über 15 km klassisch, auf den 31. Rang über 50 km klassisch und auf den 11. Platz mit der Staffel. Im folgenden Jahr belegte er bei den Weltmeisterschaften im Val di Fiemme den 43. Platz über 15 km klassisch und den 26. Rang im 30-km-Massenstartrennen. Sein letztes Weltcuprennen absolvierte er im November 2005 in Kuusamo, das er auf dem 61. Platz über 15 km klassisch beendete.

## Erfolge

### Weltcupsiege im Team
| Nr. | Datum             | Ort        | Disziplin           |
| --- | ----------------- | ---------- | ------------------- |
| 1.  | 15. Januar 1995   | Nové Město | 4 × 5 km Staffel 1  |
| 2.  | 12. Februar 1995  | Oslo       | 4 × 10 km Staffel 2 |
| 3.  | 10. Dezember 1995 | Davos      | 4 × 10 km Staffel 3 |

### Siege bei Continental-Cup-Rennen
| Nr. | Datum             | Ort       | Disziplin       | Serie           |
| --- | ----------------- | --------- | --------------- | --------------- |
| 1.  | 10. Dezember 1994 | Ilomantsi | 10 km klassisch | Continental-Cup |

### Siege bei Skimarathon-Rennen
- 1995 Finlandia-hiihto, 50 km klassisch

## Teilnahmen an Weltmeisterschaften und Olympischen Winterspielen

### Olympische Spiele
- 1994 Lillehammer: 40. Platz 50 km klassisch
- 2002 Salt Lake City: 11. Platz Staffel, 31. Platz 50 km klassisch, 43. Platz 15 km klassisch

### Nordische Skiweltmeisterschaften
- 1995 Thunder Bay: 2. Platz Staffel, 14. Platz 30 km klassisch
- 1997 Trondheim: vorzeitig beendet über 50 km klassisch
- 1999 Ramsau am Dachstein: vorzeitig beendet über 50 km klassisch
- 2003 Val di Fiemme: 26. Platz 30 km klassisch Massenstart, 43. Platz 15 km klassisch

## Platzierungen im Weltcup

### Weltcup-Statistik
Die Tabelle zeigt die erreichten Platzierungen im Einzelnen.
- 1.–3. Platz: Anzahl der Podiumsplatzierungen
- Top 10: Anzahl der Platzierungen unter den ersten zehn
- Punkteränge: Anzahl der Platzierungen innerhalb der Punkteränge
- Starts: Anzahl gelaufener Rennen in der jeweiligen Disziplin
- Hinweis: Bei den Distanzrennen erfolgt die Einordnung gemäß FIS.

| Platzierung         | Distanzrennen a | Distanzrennen a | Distanzrennen a | Distanzrennen a | Distanzrennen a | Skiathlon Verfolgung | Sprint | Etappen- rennen b | Gesamt | Team c | Team c  |
| Platzierung         | ≤ 5 km          | ≤ 10 km         | ≤ 15 km         | ≤ 30 km         | > 30 km         | Skiathlon Verfolgung | Sprint | Etappen- rennen b | Gesamt | Sprint | Staffel |
| ------------------- | --------------- | --------------- | --------------- | --------------- | --------------- | -------------------- | ------ | ----------------- | ------ | ------ | ------- |
| 1. Platz            |                 |                 |                 |                 |                 |                      |        |                   |        |        | 3       |
| 2. Platz            |                 |                 |                 |                 |                 |                      |        |                   |        |        | 1       |
| 3. Platz            |                 |                 |                 |                 |                 |                      |        |                   |        |        | 1       |
| Top 10              |                 |                 | 1               |                 |                 | 1                    |        |                   | 2      |        | 13      |
| Punkteränge         |                 | 4               | 11              | 9               | 2               | 2                    |        |                   | 28     |        | 19      |
| Starts              |                 | 11              | 26              | 19              | 11              | 5                    | 2      |                   | 74     |        | 19      |
| Stand: Karriereende |                 |                 |                 |                 |                 |                      |        |                   |        |        |         |

### Weltcup-Gesamtplatzierungen
| Saison    | Platz | Punkte |
| --------- | ----- | ------ |
| 1992/93   | 41.   | 43     |
| 1993/94   | 58.   | 22     |
| 1994/95   | 35.   | 68     |
| 1995/96   | 40.   | 55     |
| 1996/97   | 58.   | 22     |
| 1997/98   | 82.   | 7      |
| 1998/99   | 47.   | 45     |
| 1999/2000 | 88.   | 16     |
| 2000/01   | 120.  | 6      |
| 2001/02   | 117.  | 10     |
| 2002/03   | 110.  | 10     |
| 2003/04   | 128.  | 11     |